# Corral Quemado
Corral Quemado é um município da Argentina, localizada no departamento de Ambato, província de Catamarca.